# Laguna de Gaet'ale

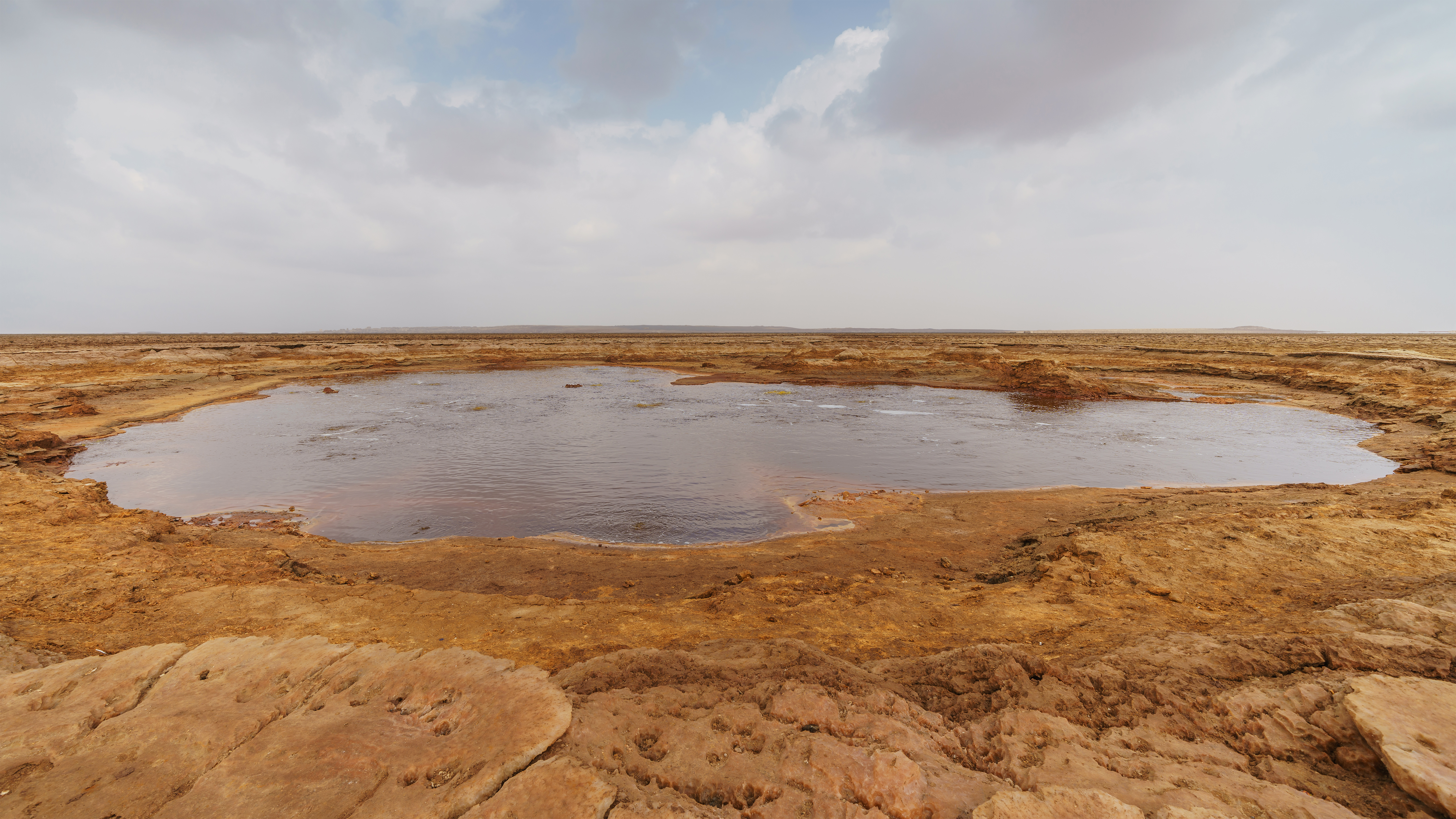
Vista de la laguna de Gaet'ale, Etiopía.

La laguna de Gaet'ale es un pequeño lago hipersalino que se encuentra cerca del cráter Dallol en la depresión del Danakil (Afar, Etiopía). Se sitúa sobre unas fuentes termales de origen tectónico y no está alimentado por ningún río ni tiene emisarios. Sus aguas tienen una salinidad mayor del 43%, lo que le convierte en el cuerpo de agua más salado del mundo. Este hecho fue descubierto durante 2017 por el científico español Eduardo Pérez Velilla.

## Localización y origen
La laguna de Gaet'ale es la mayor de una serie de lagunas naturales situadas a unos 4 km al sudeste de Dallol. Sus coordenadas GPS son 14º12'47.1"N; 40º19'17.3"E. Tiene forma de media luna con un diámetro aproximado de 60 m. Según indican los habitantes de Ahmed'ela, la población más cercana, la laguna se originó tras un terremoto en enero de 2005. Como no tiene entradas ni salidas, es muy probable que las aguas provengan de las fuentes termales sobre las que se sitúa. Por esta razón la temperatura del agua es superior a la ambiente (50-60 °C).

## Composición del agua
El agua de Gaet'ale contiene principalmente cloruro de calcio, CaCl2 2.72 mol/kg y cloruro de magnesio, MgCl2 1.43 mol/kg. También contiene una pequeña proporción de iones de Na+ K+ y NO2-. El total de sólidos disueltos es 43.3%, que es equivalente a 764 g por kg de agua. Las aguas también presentan trazas de Fe3+ que forma un complejo de coordinación con los iones Cl- el cual les confiere un característico color amarillo. 
La laguna también emite burbujas de un gas inodoro que probablemente sea CO2 volcánico, el cual parece causar la muerte a animales pequeños pues se han encontrado restos de pájaros e insectos en la orilla. Se piensa que las emisiones podrían ser incluso peligrosas para los seres humanos.